# Ulcer gastroduodenal
Ulcerul gastroduodenal sau ulcerul gastric și duodenal  este o boală de etiologie insuficient cunoscută care se caracterizează, din punct de vedere anatomic, prin prezența unei ulcerații cronice circumscrise care se localizează la nivelul mucoasei gastrice (ulcerul gastric) sau mucoasei duodenale (ulcerul duodenal) sau la nivelul ambelor și care se caracterizează printr-un sindrom clinic cu o evoluție cronică în pusee, în care fazele evolutive alternează cu cele de acalmie. Pentru desemnarea concomitentă a leziunii, simptomelor și a cauzei se utilizează termenul boală ulceroasă gastroduodenală sau boală ulceroasă. Ulcerul poate avea dimensiuni variind de la câțiva milimetri la câțiva centimetri. Ulcerul se deosebește de eroziune prin adâncimea penetrației; eroziunea este mai superficială și nu ajunge la musculara mucoasei. Cauza ulcerului gastroduodenal este legată de prezența unui germen microbian (Helicobacter pylori), de utilizare de AINS (antiinflamatoare nesteroidiene), de factori alimentari, stres, și mai rar de o hipersecreție de gastrină (sindromul Zollinger-Ellison).
Denumirea de "peptic ulcer" din literatura medicală anglosaxonă este mai cuprinzătoare, incluzând pe lângă ulcerele gastric și duodenal, ulcerul esofagian și ulcerul peptic după gastrojejunostomie; în acest caz termenul englez de ulcer peptic subliniază autodigestia clorhidropeptică a mucoasei indiferent de localizarea ulcerului (numele de peptic derivă din greaca peptos = digerat, copt, sau de la pepseino = a găti, a digera; adică în relație cu stomacul sau/și cu digestia, cu acțiunea sucurilor gastrice sau în relație cu pepsina). În literatura românească denumirea de ulcer peptic (în franceză ulcère peptique, în engleză marginal ulcer, anastomotic ulcer) este rezervată strict ulcerului postoperator recidivant al gurii de anastomoză care survine după o gastroenterostomie (gastroduodenostomie, gastrojejunostomie) sau gastrectomie, practicate de obicei în ulcerul gastric sau duodenal.

## Definiție și simptome
Ulcerul gastroduodenal reprezintă o leziune în mucoasa stomacală, în prima parte a intestinului subțire sau, ocazional, în partea de jos a esofagului. Un ulcer la stomac este cunoscut drept ulcer gastric, în timp ce acela care se află în prima parte a intestinelor este cunoscut drept ulcer duodenal. Cele mai comune simptome reprezintă trezitul în noapte, acuzând dureri în partea superioară a abdomenului sau dureri în partea superioară a abdomenului ce se îmbunătățesc odată ce persoana mănâncă. Durerea este adesea descrisă ca o arsură sau durere suportabilă. Alte simptome includ eructația, starea de vomă, scăderea în greutate sau poftă de mâncare scăzută. Aproximativ o treime dintre persoanele în vârstă nu prezintă simptome. Complicațiile pot include sângerări, perforare și blocajul stomacului. Sângerarea apare la aproximativ 15% dintre oameni.

## Cauze și diagnostic
Cauzele comune includ bacteria Helicobacter pylori și medicamente antiinflamatoarele nesteroidiene (AINS-uri). Alte cauze mai puțin comune includ, printre altele, fumatul tutunului, stresul din cauza unei boli grave, boala Behcet, sindromul Zollinger-Ellison, boala Crohn și ciroza hepatică. Persoanele mai în vârstă sunt mai sensibile la efectele AINS-urilor ce cauzează ulcer. Diagnosticul este, de obicei, suspectat din cauza prezenței simptomelor alături de confirmare, fie prin endoscopie sau înghițirea de bariu. H. pylori poate fi diagnosticată prin testarea sângelui de anticorpi, un test de respirație ureică, testarea scaunului pentru semne ale bacteriei sau o biopsie a stomacului. Alte afecțiuni ce produc simptome similare includ cancerul stomacal, boala coronariană și inflamarea mucoasei stomacale sau a vezicii biliare.

## Prevenire și tratament
Dieta nu joacă un rol important nici în cauzarea, nici în prevenirea ulcerelor. Tratamentul include oprirea fumatului, oprirea administrării AINS-urilor, oprirea consumului de alcool și a medicamentelor pentru a scădea acidul stomacal. Medicația comun utilizată pentru scăderea acidități este, de obicei, fie un inhibator al pompei protonice (IPP), fie un blocant H2, tratamentul inițial recomandat fiind de patru săptămâni. Ulcerele cauzate de bacteria H. pylori sunt tratate cu o combinație de medicamente precum amoxicilina, claritromicina și un IPP. Rezistența la antibiotice este în creștere, așadar tratamentul ar putea să nu aibă efect întotdeauna. Ulcerele cu sângerare pot fi tratate prin endoscopie, dar și prin intervenție chirurgicală deschisă, fiind folosită de obicei în cazurile în care aceasta nu are succes.

## Epidemiologie și istoric
Ulcerele peptice sunt prezente la aproximativ 4% din populație. Aproximativ 10% dintre oameni dezvoltă ulcer peptic într-un moment al vieții. Acestea au dus la 301.000 de decese în 2013, în scădere de la 327.000 de decese în 1990. Prima descriere a ulcerului peptic perforat a fost efectuată în 1670 la prințesa Henrietta a Angliei. H. pylori a fost prima dată descoperită în 1981 de către Barry Marshall și Robin Warren.